# Artico selvaggio
Artico selvaggio (White Wilderness) è un documentario del 1958 diretto da James Algar, facente parte della serie La natura e le sue meraviglie.

## Trama
Il documentario evidenzia le condizioni di vita animale e vegetale nei paesi adiacenti e facenti parte del Circolo polare artico.

## Controversie
Il film ha fomentato la leggenda metropolitana secondo la quale i lemmini effettuano suicidi di massa, nata precedentemente dalla storia a fumetti - sempre targata Disney - di Carl Barks Zio Paperone e il ratto del ratto. In alcune scene infatti si possono notare questi animali buttarsi in mare da una rupe.
Nel 1983 si scoprì che in realtà furono i tecnici della Disney a indurre i roditori al suicidio: dopo averli acquistati nel Manitoba li portarono a Calgary, nell'Alberta, per girare la scena. In sede di montaggio la sequenza fu alternata con filmati girati nell'insenatura di Churchill, nella Baia di Hudson.

## Riconoscimenti
- Premio Oscar
  - 1959 - Oscar al miglior documentario a Ben Sharpsteen[4]
  - Candidatura come migliore colonna sonora (Film drammatico o commedia) a Oliver Wallace
- Festival internazionale del cinema di Berlino
  - 1959 - Orso d'oro per il miglior documentario a James Algar
- BAFTA
  - 1960 - Candidatura come miglior documentario a James Algar